# 김대봉
김대봉(金大丰, 1979년 12월 2일 ~ )은 대한민국의 제7대 경상남도 거제시의원이었다.

## 학력
- 송정국민학교 졸업
- 연초중학교 졸업
- 해성고등학교 졸업
- 대구대 사범대학 역사교육과 학사 졸업
- 경남대학교 행정대학원 사회복지학 석사과정 졸업

## 경력
- 비영리법인 사랑의울타리 대표이사 역임
- 장승포 청년회의소 이사 역임
- 제19대 대통령 선거 문재인 대통령 선거 후보 중앙선대위시민캠프 상황실 부팀장
- 제20대 대통령 선거 문재인 대통령 선거 후보 중앙선대위 청년선대본부장
- 더불어민주당 경남도당 국토균형개발특위 위원장
- 더불어민주당 경남도당 청년위원장
- 더불어민주당 경남도당 거제시 지역위원회 사무국장
- 더불어민주당 경남도당 조선해양산업대책특위 위원
- 국회의원 김경수 정책특보
- 김녕김씨 중앙종친회 편찬위 자문위원
- 참교육을 위한 전국학부모회 거제지회 운영위원
- 2017.04 ~ 2018.06 제7대 경상남도 거제시의회 의원
- 2017.04 ~ 2018.06 제7대 경상남도 거제시의회 후반기 의회운영위원회 위원
- 2017.04 ~ 2018.06 제7대 경상남도 거제시의회 후반기 산업건설위원회 위원
- 2018.10 ~ 2022.03 제9대 거제시장 정무특별보좌관

## 역대 선거 결과
| 실시년도 | 선거        | 대수 | 직책   | 선거구                  | 정당         | 득표수  | 득표율          | 순위 | 당락 | 비고           |
| -------- | ----------- | ---- | ------ | ----------------------- | ------------ | ------- | --------------- | ---- | ---- | -------------- |
| 2017년   | 4·12 재보선 | 7대  | 시의원 | 경남 거제시 (마 선거구) | 더불어민주당 | 3,278표 | \| \| 37.30% \| | 1위  |      | 초선, 민선 6기 |
|          | 37.30%      |      |        |                         |              |         |                 |      |      |                |